# I Like Chopin
I Like Chopin è una canzone del 1983 interpretata dal cantante Gazebo, pubblicata come singolo dalla Baby Records.

## Descrizione
La canzone ebbe molto successo raggiungendo ben presto la vetta di molte classifiche europee. La musica è stata scritta da Pierluigi Giombini, il testo da Gazebo. Fa parte dell'eponimo album Gazebo anch'esso pubblicato dalla Baby Records nel 1983.
Sul lato B è presente una versione strumentale della stessa canzone.

## Tracce
7" single (Baby BR 50289) 
7" single (Carrere 13208 [it])
Lato A
1. I Like Chopin – 4:09 (testo: Gazebo – musica: Pierluigi Giombini)

Lato B
1. I Like Chopin (Instrumental) – 4:20 (testo: Gazebo – musica: Pierluigi Giombini)

12" maxi (Baby BR 54024 [it]) 
12" maxi (Baby / EMI 1C 052-65 151 [de])
Lato A
1. I Like Chopin – 7:40 (testo: Gazebo – musica: Pierluigi Giombini)

Lato B
1. I Like Chopin (Instrumental) – 7:55 (testo: Gazebo – musica: Pierluigi Giombini)

## Classifiche
| Classifica (1983) | Posizione raggiunta |
| ----------------- | ------------------- |
| Svizzera          | 1                   |
| Germania          | 1                   |
| Austria           | 1                   |
| Italia            | 1                   |
| Paesi Bassi       | 7                   |
| Giappone          | 9                   |

| Classifica di fine anno (1983) | Posizione |
| ------------------------------ | --------- |
| Italia                         | 2         |